# 니시 도쿠지로

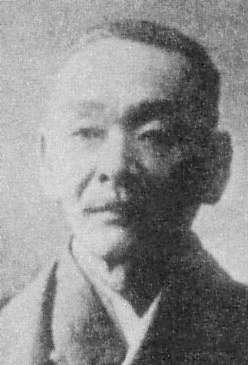
니시 도쿠지로

니시 도쿠지로(일본어: 西德二郞 니시 토쿠지로[*], 1847년 9월 4일 ~ 1912년 3월 13일)는 일본의 외교관으로, 사쓰마번 출신이다. 외무대신 재임 당시인 1898년 로젠-니시 협정을 체결하였다.